# Gabriel Kehr
Gabriel Enrique Kehr Sabra (né le 3 septembre 1996) est un athlète chilien, spécialiste du lancer de marteau.
Le 9 mars 2019, il porte son record personnel à 76,42 m à Temuco avant de remporter le titre lors des championnats d’Amérique du Sud à Lima. La même année il est médaillé d'or aux Jeux panaméricains, toujours à Lima, devant son compatriote Humberto Mansilla.
En 2021 il bat le record du Chili que détenait Humberto Mansilla en réalisant 77,09 m le 27 avril, puis 77,54 m le 29. Il se qualifie ainsi pour les Jeux olympiques de Tokyo, où il est éliminé au stade des qualifications.

## Palmarès
| Date | Compétition                    | Lieu      | Résultat | Marque  |
| ---- | ------------------------------ | --------- | -------- | ------- |
| 2019 | Championnats d'Amérique du Sud | Lima      | 1er      | 75,27 m |
| 2019 | Jeux panaméricains             | Lima      | 1er      | 74,98 m |
| 2021 | Championnats d'Amérique du Sud | Guayaquil | 2e       | 75,18 m |
| 2022 | Championnats ibéro-américains  | La Nucia  | 2e       | 74,61 m |
| 2023 | Championnats d'Amérique du Sud | São Paulo | 2e       | 75,57 m |
| 2023 | Championnats du monde          | Budapest  | 9e       | 75,99 m |

## Records
| Épreuve           | Temps   | Lieu    | Date        |
| ----------------- | ------- | ------- | ----------- |
| Lancer du marteau | 77,66 m | Andújar | 4 juin 2022 |